# Cacao (bebida)
El Cacao (llamado también: Agua de barranca o Cacahuatole) es una bebida tradicional prehispánica, originaria del municipio de Zacatelco, Tlaxcala, México. La bebida se ha convertido en un referente de la gastronomía típica del sur del estado de Tlaxcala. Sus ingredientes principales están basados en cacao, maíz, haba, canela, anís y azúcar.
En el lapso prehispánico la bebida era exclusiva para los «Tiachcatzin», una población vetusta de la comarca zacatelquense, quienes  tenían el control sobre las semillas de cacao. Posteriormente, en la década de los años 1970 se le comenzó a llamar «agua de barranca» por el parentesco que tiene con los fluidos que corren en los barrancos.
La bebida, si bien es originaria de Zacatelco, se ha expandido a localidades vecinas como Xicohtzinco, Santa Catarina Ayometla o San Lorenzo Axocomanitla,además de localidades como Cholula y Huejotzingo en el estado de Puebla. En 2014 fue declarada Patrimonio Cultural Inmaterial por el congreso del estado de Tlaxcala, mediante el decreto número 26 emitido el 13 de agosto de 2014. Ese mismo año, el ayuntamiento de Zacatelco creó la Feria del Cacao para la preservación y exposición de la gastronomía local. La bebida escenificó la gastronomía mexicana en el festival «Slow Food» de Turín, Italia en 2016, así como en el Tianguis Turístico de Acapulco, Guerrero de 2017.

## Datos complementarios

### Nombres
La bebida recibe varios nombres, entre los que se encuentran:
- Cacao, nombre más comúnmente conocido
- Agua de Barranca, por la similitud de los líquidos de los barrancos
- Cacahuatole, nombre prehispánico

### Preparación
Su preparación consiste en dorar el maíz, cacao y haba y bullir entre anís y canela para ser triturados y producir masa. Ulteriormente batirla con la mano, filtrarla para entonces combinar con hielo, azúcar y agua. Al terminar, se emprende a agitar con un molinillo en una cazuela de barro.

### Características
La bebida es acondicionada en un recipiente de barro, y es servida en vasijas artesanales o en bolsas plásticas. El aspecto suele ser de color marrón, con un aroma a chocolate y una combinación de las especias que lo componen, en la superficie es espumosa y tersa.

### Exhibición
El producto es enajenado en el zócalo de Zacatelco diariamente. En 2014 fue creada una asociación civil llamada «Asociación de Productoras de Cacao», compuesta principalmente de las mercaderes que lo elaboran. Su primera exposición oficial ocurrió ante el congreso del estado de Tlaxcala durante el intervalo de la declaratoria que lo distinguió como patrimonio cultural inmaterial. Más tarde en 2016 fue presentada en el festival gastronómico de Terra Madre en Turín, Italia, y en el Tianguis Turístico de Acapulco en 2017.

### Ventas
Se preparan de 15 a 20 litros diarios y es vendida entre 10, 15 y 20 pesos mexicanos, registrando las más altas ventas en verano en los meses de marzo y abril, principalmente, y festividades locales como la feria anual de Zacatelco, la feria del cacao, Semana Santa y fiestas patrias. Se estima que la bebida gesta en la ciudad recursos por 551 millones de pesos anuales.